# Антистатично устройство
Антистатичното устройсто e всяко устройство, което намалява, потиска, или по друг начин предотвратява получаването и разреждането на статично електричество, което може да повреди електронните компоненти като МОС интегрални схеми или да предизвиква запалване на въздушни смеси на леснозапалими газове или пари на леснозапалими течности.

## Видове антистатични устройства

### Антистатично облекло
За работа в чисти стаи и при монтажни дейности свързани с чувствителни към електростатичните заряди оборудване и технологии се използва облекло, което е с вградени въглеродни, метални или метализирани нишки в тъканта.